# Benito Berlín
Benito Berlín Ovseyech auch Valenzuela (* 31. August 1932 in Berlin) ist ein mexikanischer Botschafter.

## Leben
Benito Berlín studierte Volkswirtschaft und war von 1960 bis 1980 Vertreter der Banco de México, S. A. Als solcher war er im Beraterkommission des Programa Nacional Fronterizo (PRONAF). Welches wesentliche Impulse zur Entwicklung des Maquilasystems in Mexiko gab.
1969 war Benito Berlín Staatssekretär im Ministerium für Wirtschaft und Handel. Er war mexikanischer Botschafter in Kopenhagen und in Tel Aviv.